# دحسوم
الدُّحْسُوم جنس من الطيور الصغيرة التي تأكل البذور في فصيلة شمعية المنقار. توجد في جميع أنحاء إفريقيا جنوب الصحراء الكبرى.